# Sverre Stensheim
Sverre Malvin Stensheim, né le 31 octobre 1933 à Oppdal et mort le 22 janvier 2022, est un fondeur norvégien.

## Biographie
Membre du club IL Snøhetta, il remporte trois fois consécutivement le cinquante kilomètres du Festival de ski de Holmenkollen entre 1959 et 1961. Ses débuts internationaux ont lieu aux Championnats du monde 1954 à Falun.
Il prend part aux Jeux olympiques d'hiver de 1960, où il est vingtième du trente kilomètres et dixième du cinquante kilomètres, et à ceux de 1964, où il enregistre son meilleur résultat en grand championnat avec une cinquième place au cinquante kilomètres. Entre-temps, il obtient une victoire chez les Finlandais aux Jeux du ski de Lahti sur le cinquante kilomètres en 1962. C'est à Oslo, aux Championnats du monde 1966, qu'il tire sa révérence au niveau international, terminant treizième du cinquante kilomètres.

## Distinctions
Il reçoit la Médaille Holmenkollen en 1960.

## Palmarès

### Jeux olympiques
| Épreuve / Édition | Squaw Valley 1960 | Innsbruck 1964 |  |
| 30 km             | 20e               | 11e            |  |
| 50 km             | 10e               | 5e             |  |
| Relais 4 × 10 km  |                   |                |  |

### Championnats du monde
| Épreuve / Édition | Falun 1954 | Lahti 1958 | Zakopane 1962 | Oslo 1966 |
| 15 km             | 39e        |            |               |           |
| 30 km             |            |            | 13e           |           |
| 50 km             |            | 27e        | 11e           | 13e       |
| Relais 4 × 10 km  |            | Or         |               |           |

### Championnats de Norvège
- Champion de Norvège en 1959 et 1960 sur le trente kilomètres.